# Fukushima 50
Fukushima 50 (福岛 50) è un film del 2020 diretto da Setsurō Wakamatsu con Ken Watanabe e Kōichi Satō. Il titolo del film fa riferimento allo pseudonimo dato dai media in lingua inglese a un gruppo di dipendenti della centrale nucleare di Fukushima Daiichi: questo gruppo di dipendenti della centrale deve far fronte alle esplosioni ed al crollo dei reattori nucleari in seguito al terremoto e maremoto del Tōhoku del 2011. Il film è basato sul libro di saggistica di Ryusho Kadota, intitolato On the Brink: The Inside Story of Fukushima Daiichi, ed è il primo film giapponese a rappresentare direttamente il disastro.

## Trama
14:46 dell'11 marzo 2011. Il più grande terremoto nella storia del Giappone di magnitudo 9,0 e intensità sismica massima di 7 provoca un enorme tsunami che colpisce la centrale nucleare di Fukushima Dai-ichi. I reattori nucleari si spengono in emergenza a causa delle inondazioni dovute allo tsunami. Un blackout della stazione (SBO) causa però il guasto delle pompe di raffreddamento dei reattori i quali subiscono gravissimi danni per la fusione del nocciolo (Meltdown nucleare). I lavoratori in turno in quel momento, tra cui Izaki Toshio che è in servizio presso le unità 1 e 2, rimangono nella centrale nucleare e lavorano tra infinite difficoltà per controllare il reattore.
Il direttore Masao Yoshida, che sovrintende al comando generale, coordina i suoi dipendenti, ma esprime anche rabbia nei confronti della sede centrale e del Kantei (Ufficio del Primo ministro), che non sono pienamente consapevoli della situazione. In un primo momento tutti gli sforzi sembrano essere vani e la situazione continua a peggiorare, costringendo il governo a predisporre l'evacuazione della popolazione circostante nel raggio di 20 km dalla centrale. Lo stesso governo ipotizza lo scenario peggiore, dover evacuare nel raggio di circa 250 km una popolazione di circa 50 milioni di persone, nonché la distruzione di quasi tutto il Giappone orientale. Per scongiurare ciò, l'unica opzione rimasta sulla scena sembra essere lo "sfiato" del serbatoio di raffreddamento dei reattori in modo da impedirne lo scoppio, operazione mai tentata prima al mondo.
Visto il protrarsi del blackout elettrico, lo sfiato deve essere eseguito aprendo manualmente le relative valvole all'interno delle sale dei reattori, sottoponendo pertanto gli operai coinvolti ad altissime dosi di radiazioni. Toshio Isaki è pertanto costretto a chiedere a volontari di farsi avanti per portare a termine questa missione quasi suicida. Dopo iniziali opposizioni da parte del governo centrale, non convinto dell'opportunità di liberare nell'atmosfera aria radioattiva, l'operazione ha finalmente inizio e porta ad un progressivo miglioramento della situazione e scongiura la temuta esplosione dei reattori.

## Produzione
Le riprese sono iniziate a novembre 2018. La post-produzione è iniziata a maggio 2019. È uscito in anteprima in Giappone il 6 marzo 2020.